# (74201) 1998 RR55
(74201) 1998 RR55 – planetoida z pasa głównego asteroid okrążająca Słońce w ciągu 4,07 lat w średniej odległości 2,55 j.a. Odkryta 14 września 1998 roku.